# Carte a semi francesi

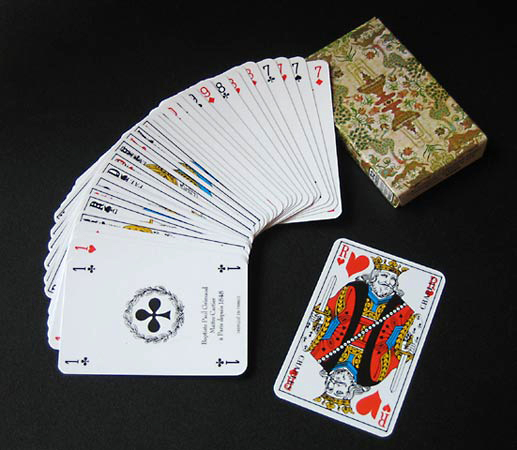
Mazzo standard di 52 carte

Le carte a semi francesi sono carte da gioco che hanno come semi i cuori, i fiori, le picche e i quadri. Ogni seme contiene sette o dieci carte numeriche (variabile a seconda del tipo di mazzo) e tre figure: fante, donna e re. Le carte da gioco francesi hanno diversi modelli nazionali e regionali.
Il modello più celebre è quello utilizzato per il poker, di origine angloamericana, basato sul modello Rouen. Contiene 52 carte, 54 includendo i jolly. Le carte francesi da poker sono le carte da gioco più celebri al mondo, usate non solo per i giochi d’azzardo ma anche per il bridge e svariati giochi di società (come il ramino, la canasta e le loro numerose versioni, solo per nominarne alcuni). 
Parecchi modelli di carte regionali italiane posseggono i semi francesi, come le carte lombarde, toscane, genovesi e piemontesi, tutti mazzi da quaranta carte con cui si possono praticare i giochi tradizionali italiani (come la scopa, la briscola e il tressette).

## Storia
In Francia le carte da gioco furono per la prima volta menzionate nel 1377. I semi francesi originariamente erano come quelli tedeschi, ma nel corso del Quattrocento furono cambiati.
Una delle caratteristiche originarie del mazzo francese è la presenza della regina. Le carte italiane, spagnole e tedesche hanno tre figure maschili. La Regina apparve per la prima volta a metà Quattrocento nel Tarocco italiano. Mentre alcuni mazzi abbandonarono l'uso della Regina in favore del Cavallo come figura di medio valore, al contrario le carte francesi abbandonarono il Cavallo a favore della Regina. Le carte da gioco di tipo latino, quelle con semi Coppe, Spade, Bastoni e Denari, sono presenti tuttora in alcune regioni francesi.
A metà Ottocento le carte di tipo francese furono modificate in modo da renderle reversibili da un lato all'altro.
| Semi tedeschi | Cuori | Campanelli | Ghiande | Foglie |
| Semi francesi | Cuori | Quadri     | Fiori   | Picche |

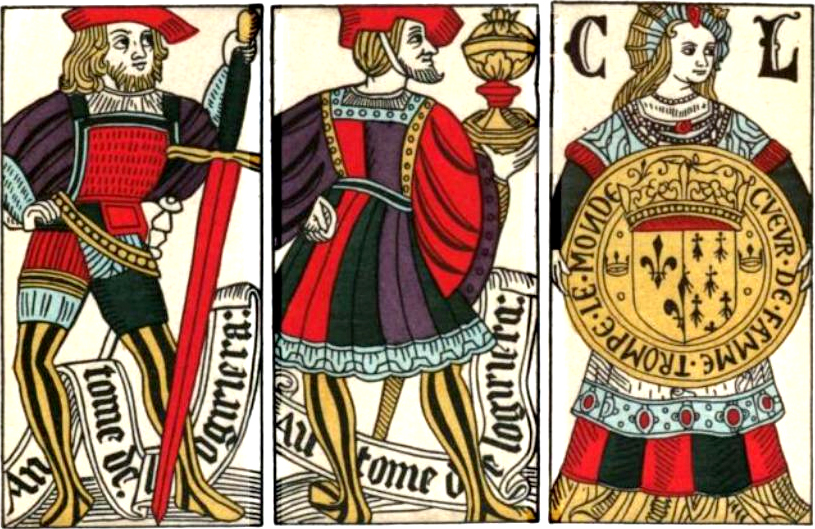
Mazzo che celebra l'Unione tra Bretagna e Francia contenente semi spagnoli e la Regina come figura intermedia (Antoine de Logiriera di Toulouse, c.1500).
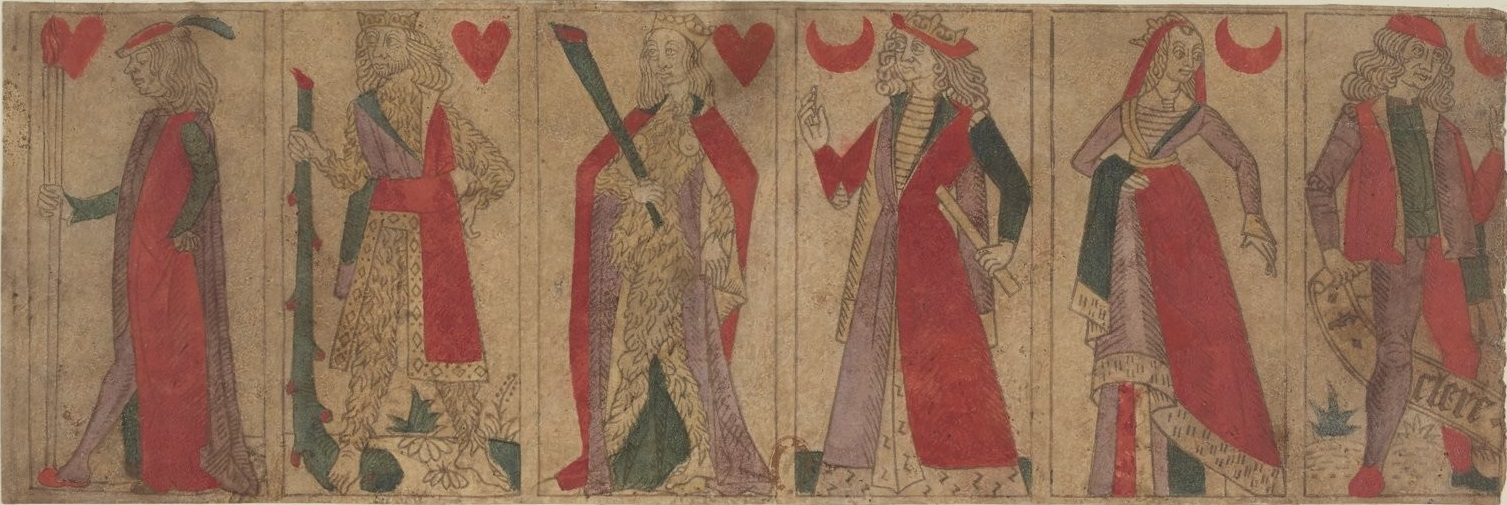
Mazzo di carte con cuori e mezzelune (François Clerc of Lyon, tardo Quattrocento).
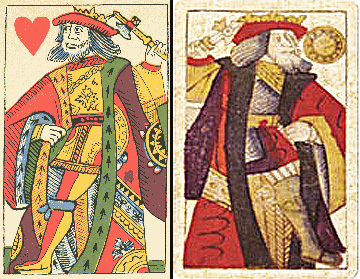
alla sinistra il modello Francese(Rouen), a destra il modello spagnolo (Toledo).
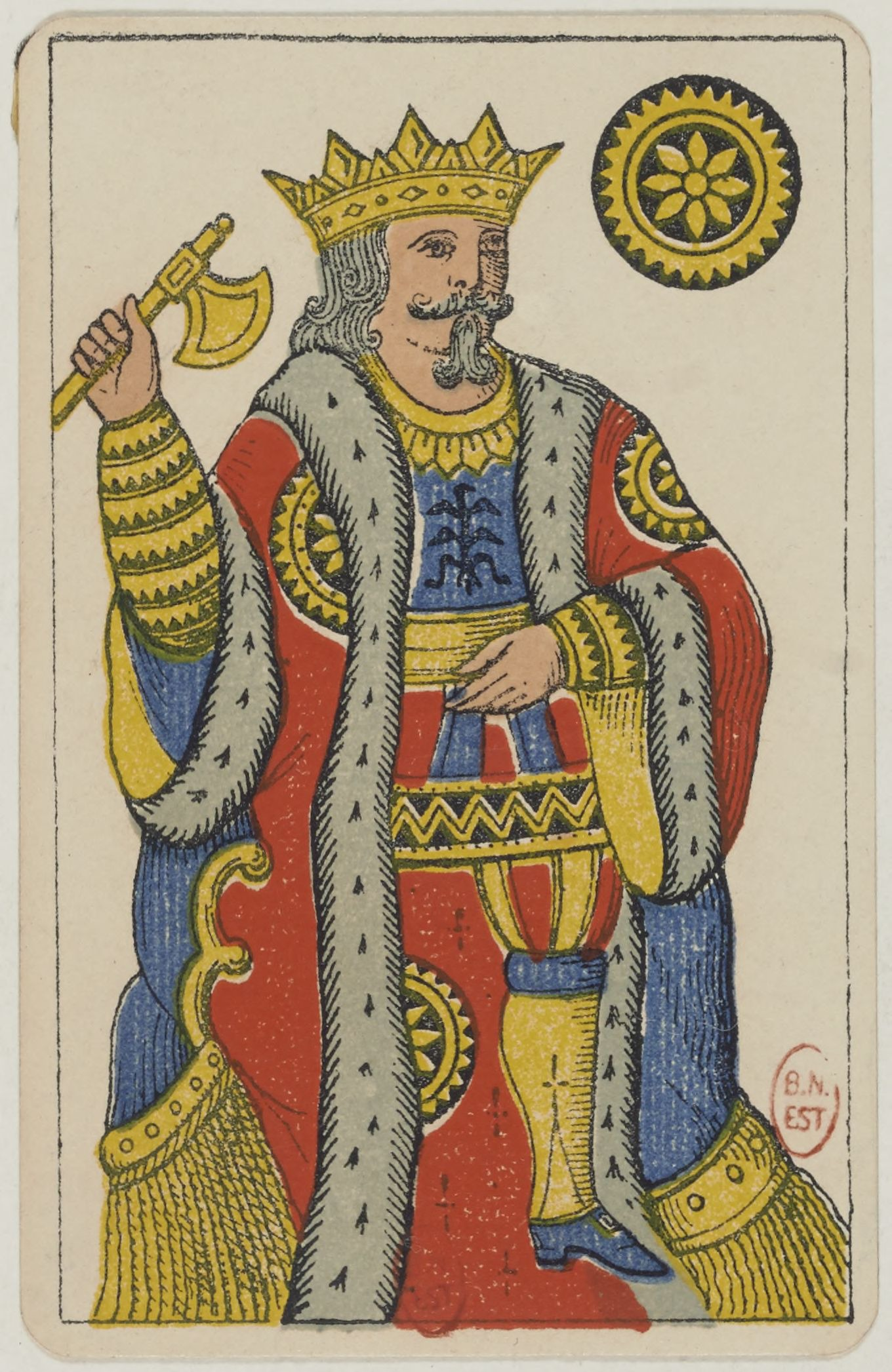
Re di denari

## Modelli attuali
Le carte da gioco di tipo francese hanno molte varianti regionali. Il modello parigino fu esportato in tutta l'Europa continentale. Il modello angloamericano, basato sul modello Rouen, ora estinto, è il più conosciuto al mondo e viene denominato il "modello internazionale".
Si noti che i modelli non tengono conto di jolly in quanto sono un'aggiunta molto recente che porta ogni produttore a creare la propria rappresentazione con marchio registrato di questa carta. Quasi tutti i pacchetti da 52 carte prodotti nel presente contengono almeno due jolly, se non diversamente specificato.

### Modello parigino
Il modello parigino divenne dominante in Francia verso la fine del Settecento. Dall'Ottocento fino al 1945 le carte per consumo privato venivano regolate dallo stato. Tutte le carte venivano prodotte in carta fligranata dello stato per mostrare il pagamento della tassa  Il mazzo più venduto in Francia è quello con 32 carte, con rimosse le carte dal due al sei. Le carte francesi hanno la caratteristica di associare figure con personaggi storici o mitici.
| Carta  | Picche        | Cuori       | Quadri  | Fiori       |
| ------ | ------------- | ----------- | ------- | ----------- |
| Re     | David         | Carlo Magno | Cesare  | Alessandro  |
| Regina | Atena Pallade | Giuditta    | Rachele | Argine      |
| Fante  | Ogier         | La Hire     | Ettore  | Lancillotto |

### Modello belga-genovese e piemontese

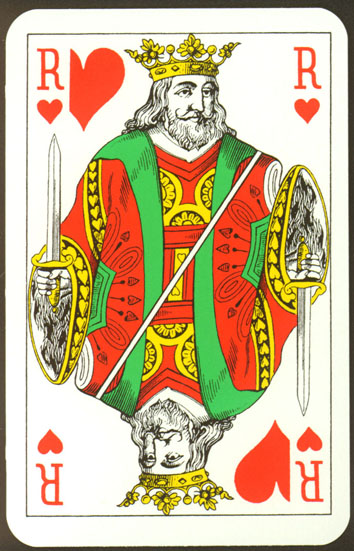
Carta belga

Il modello belga-genovese molto simile a quello parigino. Il fante di fiori ha un scudo triangolare con disegnate le insegne dei Paesi Bassi spagnoli, le figure non hanno il nome nei ritratti il verde sostituisce il blu. Non sono presenti le perline nella linea diagonale. Quando l'Impero ottomano abolì il bando contro le carte da gioco, il modello belga si diffuse nei Balcani, in Medio Oriente e in Nord Africa. Le carte belghe sono diffuse anche nelle ex colonie francesi. In Belgio sono diffuse in Vallonia. Invece nel Belgio di lingua neerlandese si usa più frequentemente il modello olandese. Le carte belghe hanno mazzi di 32 e 52 carte.
Le carte genovesi sono identiche a quelle belghe, però mancano degli indici ai lati. Esistono mazzi da 32, 40 e 52 carte.
Le carte piemontesi sono a loro volta simili a quelle genovesi, però la linea divisoria, nelle figure, è orizzontale invece che diagonale. e negli Assi si trovano ghirlande decorative. I mazzi sono a 32, 40 e 52. Il modello piemontese è diffuso anche in Savoia. Una versione dei tarocchi a 78 carte del modello piemontese, completa di cavalieri, la matta, un seme di briscole raffiguranti fiori e indici d'angolo, fu stampata nel 1902 per i giocatori savoiardi. Fu interrotto qualche tempo dopo il 1910, ma le riproduzioni sono in stampa dal 1984. Le regole di Chambéry che accompagnano il mazzo sono simili ai tarocchi piemontesi ma l'asso classificato tra il jack e il 10 come in Triomphe. Questo non deve essere confuso con i tarocchi piemontesi adattati all'Italia.

### Modello inglese

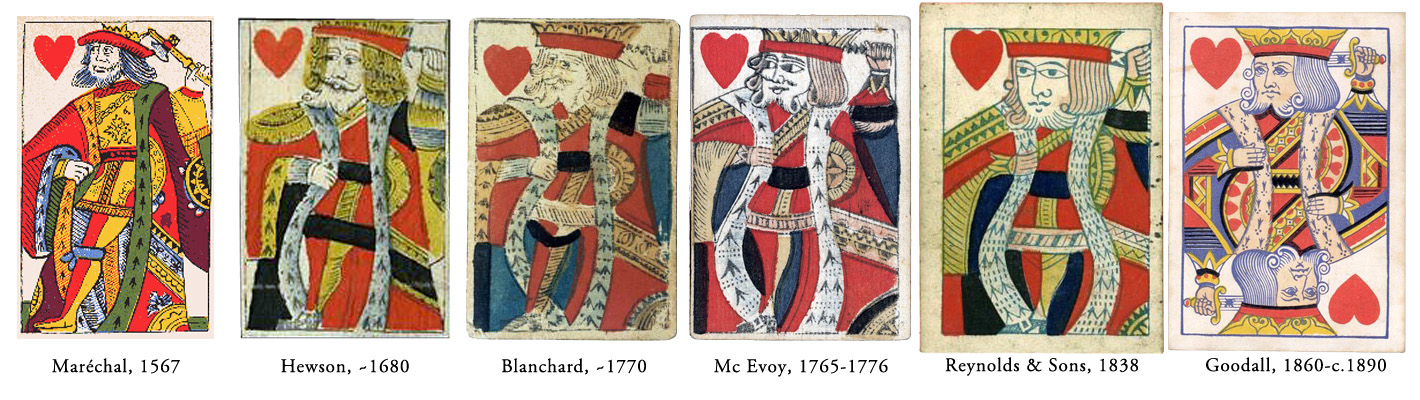
Evoluzione del Re di Cuori dall'originario modello Rouen all'attuale modello inglese

Attorno al 1480 i cartai di Rouen iniziarono ad esportare i loro prodotti verso il Regno d'Inghilterra. Poiché all'epoca erano in circolazione le carte di tipo latino,, in Inghilterra i semi francesi vennero chiamati con un nome familiare. Così i "trifogli" vennero chiamati "clubs" (fiori) e le "picche" divennero "spades" (spade). Gli inglesi non iniziarono a produrre le proprie carte da gioco se non nel secolo successivo. Nel 1628 l'mportazione di carte da gioco estere fu proibita per aiutare i produttori locali. La qualità dei prodotti inglesi era scadente rispetto alle controparti continentali, tanto che i dettagli, rispetto al modello originario, vennero persi. Il modello attuale è il risultato della rielaborazione dell'antico modello Rouen da parte della Charles Godall and Son's nel corso del Ottocento.

### Modello Vienna

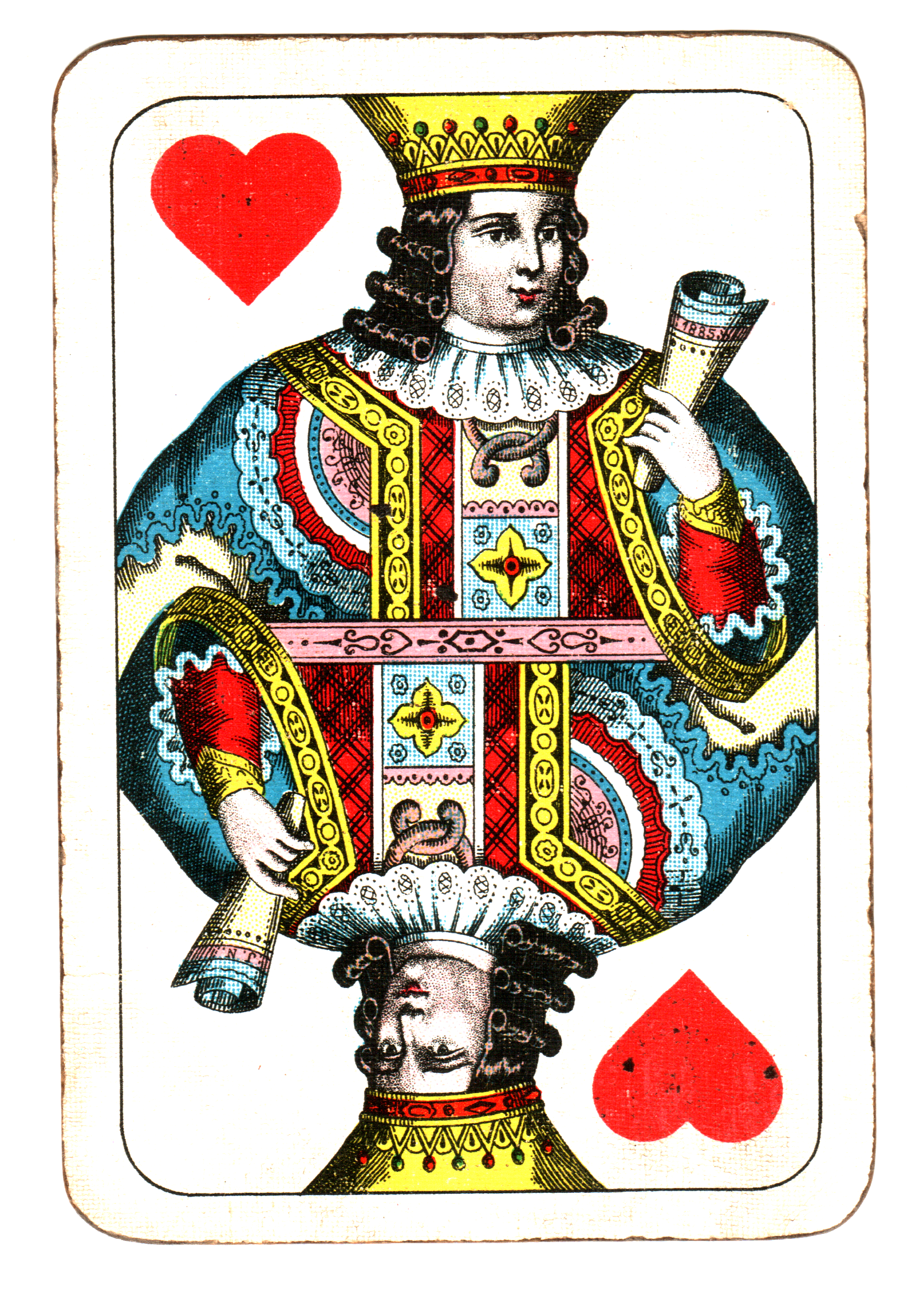
Carta Piatnik

Dal tardo Cinquecento fino a tutto il Settecento i cartai di Lione esportavano i loro prodotti nei paesi di lingua germanica. Mentre il modello Lione scomparve in Francia, Sopravvisse in Austria e nella Repubblica Ceca e la sua reincarnazione è il cosiddetto "modello Vienna" Ci sono mazzi da 24 (senza i numeri dal Due all'Otto), da 32 (senza i numeri dal  Due al Sei) o 52 carte, Quest'ultima con gli indici e tre Jolly.

### Modello lombardo
Il modello lombardo ha un mazzo di 40 carte, mancante degli Otto, dei Nove e dei Dieci, nonché degli indici agli angoli. I mazzi lombardi esportati nella Svizzera italiana gli indici e le figure sono contrassegnate per il loro rango.  Probabilmente è una derivazione del modello Lione e del modello provenzale.

### Modello toscano
Il modello toscano, datato a metà Ottocento, è l'unico mazzo con semi francesi in cui le carte non sono invertibili. Le carte misurano 58 × 88 mm ma le Toscane Grandi prodotte da Modiano misurano 67 × 101 mm. Hanno lo stesso numero di carte del modello lombardo. Un tempo c'era un altro modello di carte toscane, ma cessò di esistere durante il Novecento.